# Limnocythere paraornata
Limnocythere paraornata är en kräftdjursart som beskrevs av Magali Delorme 1971. Limnocythere paraornata ingår i släktet Limnocythere och familjen Limnocytheridae. Inga underarter finns listade i Catalogue of Life.